# Норт-Паудер (Орегон)
Норт-Паудер (англ. North Powder) — місто (англ. city) в США, в окрузі Юніон штату Орегон. Населення — 504 особи (2020).

## Географія
Норт-Паудер розташований за координатами 45°1′48″ пн. ш. 117°55′14″ зх. д. / 45.03000° пн. ш. 117.92056° зх. д. (45.029872, -117.920452).  За даними Бюро перепису населення США в 2010 році місто мало площу 1,67 км², уся площа — суходіл.

## Демографія
Згідно з переписом 2010 року, у місті мешкало 439 осіб у 184 домогосподарствах у складі 111 родини. Густота населення становила 264 особи/км².  Було 214 помешкання (128/км²).
Расовий склад населення:
| - 92,5 % — білих - 1,6 % — корінних американців - 0,5 % — чорних або афроамериканців - 0,5 % — азіатів - 2,3 % — осіб інших рас |

До двох чи більше рас належало 2,7 %. Частка іспаномовних становила 8,9 % від усіх жителів.
За віковим діапазоном населення розподілялося таким чином: 26,4 % — особи молодші 18 років, 56,3 % — особи у віці 18—64 років, 17,3 % — особи у віці 65 років та старші. Медіана віку мешканця становила 43,1 року. На 100 осіб жіночої статі у місті припадало 92,5 чоловіків;  на 100 жінок у віці від 18 років та старших — 101,9 чоловіків також старших 18 років.
Середній дохід на одне домашнє господарство  становив 34 747 доларів США (медіана — 27 500), а середній дохід на одну сім'ю — 36 750 доларів (медіана — 28 333). Медіана доходів становила 34 688 доларів для чоловіків та 25 521 долар для жінок. За межею бідності перебувало 46,9 % осіб, у тому числі 80,1 % дітей у віці до 18 років та 10,9 % осіб у віці 65 років та старших.
Цивільне працевлаштоване населення становило 146 осіб. Основні галузі зайнятості: освіта, охорона здоров'я та соціальна допомога — 34,2 %, сільське господарство, лісництво, риболовля — 17,1 %, транспорт — 12,3 %.